# Comunidad de aldeas de Teruel
Este artículo es sobre el antiguo distrito medieval de Teruel. Para consultar la comarca actual, véase comunidad de Teruel.
La comunidad de aldeas de Teruel fue la tercera comunidad de aldeas del Reino de Aragón y la constituían 80 aldeas. Su origen está en 1177 con los Fueros de Teruel otorgados por Alfonso II de Aragón, aunque como el caso de las otras comunidades de aldeas la comunidad surge cuando las aldeas se desvinculan de la ciudad que ha actuado como auténtico señor feudal de las mismas. La primera referencia a la comunidad es del año 1277.

## Historia
Las aldeas debían pagar una cantidad de 7000 sueldos anuales al rey, y otras cantidades adicionales al Concejo de Teruel y a los oficiales de la ciudad. Como en todas las comunidades de aldeas aragonesas, las aldeas estaban agrupadas por sesmas.
Su máximo órgano de gobierno era la plega general, gran asamblea formada por todos los oficiales de la comunidad y por los procuradores invitados por los concejos de las aldeas, y que era presidida por el Bayle General de Aragón (representante del Rey en la administración de la justicia). No existía un lugar fijo de reunión y podía celebrarse en cualquier aldea. Plegas podían celebrarse tantas como hiciese falta, pero preceptivamente debían convocarse cada año el mismo día. En la primera época, se celebraban el 29 de septiembre, y después del siglo XV, el 1 de octubre. En esta plega, llamada «de San Miguel», renovaban los cargos y trataban todo lo referente al presupuesto comunitario.
Los oficiales que gobernaban la comunidad eran el procurador general de Aragón, el secretario y los sesmeros (uno por cada Sesma). 
La sede de esta comunidad estaba ubicada en el actual Museo Provincial de Teruel.

Sesma del Campo de Visiedo
Sesma de Rubiuelos
Sesma del Campo de Cella
Sesma del Campo de Monteagudo
Sesma del Campo de Sarrión
Sesma del Río Martín

## Las sesmas

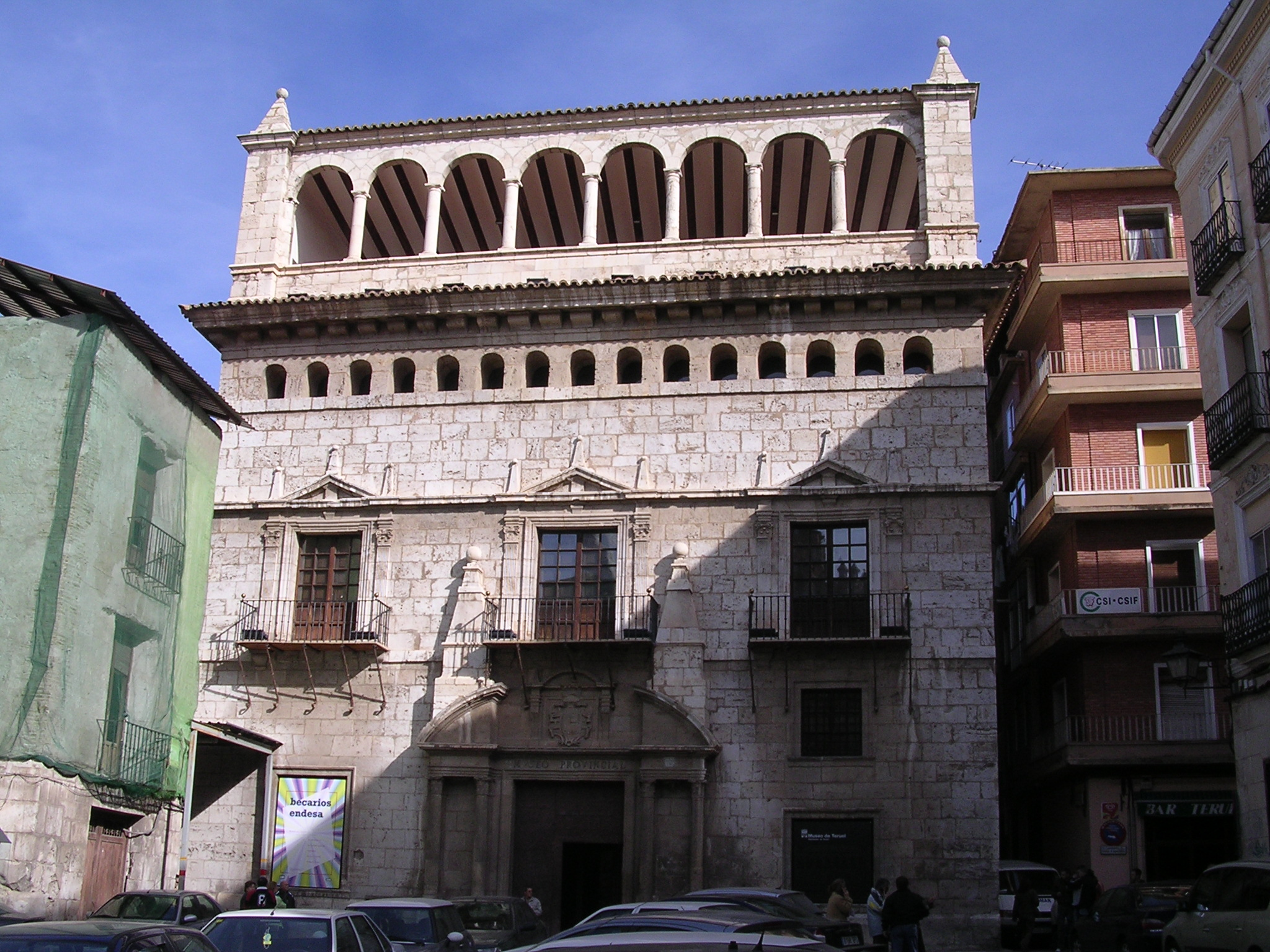
Museo Provincial de Teruel, antigua sede de la Comunidad de Teruel

La primera documentación de la existencia de sesmas en Teruel es de 1277, en la primera plega general de los aldeanos que tenemos constancia, celebrada en Escorihuela y escrita en aragonés medieval. Este documento es el primero que habla de la Comunidad y de las sesmas:

Item. Dezimos e pronunciamos que en las aldeas ayan e puedan aver los aldeanos cinco notarios publicos: el uno en Sarrión, e sendos en cada una de las quatro seysmas. E aquel qui agora es en Rubihuelos, sea y en su vida; e di adelant non di aya otro, sacado el escribano de la seysma.

Las sesmas eran:
- Sesma del Campo de Sarrión
- Sesma del Campo de Monteagudo
- Sesma del Campo de Visiedo
- Sesma del Campo de Cella
- Sesma del Río Martín
- Desde octubre de 1369 se tiene conocimiento de una sexta sesma, la Sesma de Rubihuelos.

## El archivo
La documentación procedente del archivo de la Comunidad de Aldeas de Teruel se encuentra dispersa entre distintas instituciones.
Además del ingreso original de la documentación en el Archivo Histórico Provincial de Teruel (AHPTE) en 1974, en enero de 1977 ingresan en dicho archivo, 18 cajas de documentos que estaban en manos privadas. En mayo de 1992, el cura párroco de la Iglesia de la Milagrosa de Teruel, entrega al AHPTE 7 documentos que ha encontrado, referidos a la Comunidad. Así se reúnen en este archivo 2317 documentos fechados entre 1303 y 1890, de los cuales 1040 son en pergamino, dos de ellos con sus sellos de cera pendiente. Casi todos los documentos tratan de asuntos contables.
Otra parte de los documentos, originarios de Mosqueruela, segunda localidad de la Comunidad de Aldeas de Teruel, estuvieron en un domicilio particular de Valencia hasta que, en 1978, la Diputación Provincial de Teruel inicia trámites para reunirlos en el Archivo Histórico Provincial de la capital. Sin embargo, las gestiones no dieron fruto por lo que, en 1987, los documentos se devuelven a Mosqueruela tras haber sido inventariados, catalogados y microfilmados por el archivero Javier Aguirre González y sus colaboradores.
En este mismo Archivo Histórico, en los fondos procedentes de la Delegación de Hacienda de Teruel relativos a las desamortizaciones existen algunos expedientes sobre la renta de bienes de la Comunidad de Aldeas de Teruel.
En la Biblioteca Pública de Teruel (Sección de Teruel) se conservan las Ordinaciones de la Comunidad de Teruel y Villa de Mosqueruela, impresas en Zaragoza por Pablo Bueno en  1685.
En el Archivo Histórico Nacional de Madrid (AHN), dentro de la Sección de Diversos, existe un legajo que contiene todos los documentos existentes en el AHN relativos a las Comunidades de Teruel, Albarracín y Calatayud. Los referidos a la de Teruel han sido microfilmados por el Instituto de Estudios Turolenses.
La centralización que impusieron los Borbones en el siglo XVIII obligó a que muchos de los procesos relativos a la Comunidad de Teruel se tramitaran por la Sala del Real Acuerdo de la Real Audiencia de Aragón. Los documentos generados como consecuencia de estos procesos se pueden consultar en el Archivo Histórico Provincial de Zaragoza, en la sección que lleva por título el nombre de dicha institución, esto es Real Audiencia de Aragón. La consulta de los fondos documentales que se encuentran depositados en este Archivo es imprescindible debido a las conflictivas relaciones que mantuvo el Concejo de Teruel con la Comunidad de Aldeas.